# Anita Blanch
Pour les articles homonymes, voir Blanch.
 (novembre 2023).
La mise en forme du texte ne suit pas les recommandations de Wikipédia : il faut le « wikifier ».
Les points d'amélioration suivants sont les cas les plus fréquents. Le détail des points à revoir est peut-être précisé sur la page de discussion.
- Les titres sont pré-formatés par le logiciel. Ils ne sont ni en capitales, ni en gras.
- Le texte ne doit pas être écrit en capitales (les noms de famille non plus), ni en gras, ni en italique, ni en « petit »…
- Le gras n'est utilisé que pour surligner le titre de l'article dans l'introduction, une seule fois.
- L'italique est rarement utilisé : mots en langue étrangère, titres d'œuvres, noms de bateaux, etc.
- Les citations ne sont pas en italique mais en corps de texte normal. Elles sont entourées par des guillemets français : « et ».
- Les listes à puces sont à éviter, des paragraphes rédigés étant largement préférés. Les tableaux sont à réserver à la présentation de données structurées (résultats, etc.).
- Les appels de note de bas de page (petits chiffres en exposant, introduits par l'outil «  Source ») sont à placer entre la fin de phrase et le point final[comme ça].
- Les liens internes (vers d'autres articles de Wikipédia) sont à choisir avec parcimonie. Créez des liens vers des articles approfondissant le sujet. Les termes génériques sans rapport avec le sujet sont à éviter, ainsi que les répétitions de liens vers un même terme.
- Les liens externes sont à placer uniquement dans une section « Liens externes », à la fin de l'article. Ces liens sont à choisir avec parcimonie suivant les règles définies. Si un lien sert de source à l'article, son insertion dans le texte est à faire par les notes de bas de page.
- La présentation des références doit suivre les conventions bibliographiques. Il est recommandé d'utiliser les modèles {{Ouvrage}}, {{Chapitre}}, {{Article}}, {{Lien web}} et/ou {{Bibliographie}}. Le mode d'édition visuel peut mettre en forme automatiquement les références.
- Insérer une infobox (cadre d'informations à droite) n'est pas obligatoire pour parachever la mise en page.

Pour une aide détaillée, merci de consulter Aide:Wikification.
Si vous pensez que ces points ont été résolus, vous pouvez retirer ce bandeau et améliorer la mise en forme d'un autre article.
Ana María Blanch Ruiz, née le 26 juillet 1910 à Sagonte, en Espagne , et morte le 23 avril 1983 à Mexico, est une actrice mexicaine de l'époque dorée du cinéma mexicain. Elle est nommée pour un prix Ariel de l'Académie mexicaine à trois reprises et remporte celui de meilleure actrice de soutien pour Diosas de Plata (en) en 1963.

## Biographie
Née à Sagonte dans la communauté valencienne en Espagne, Ana, qui s'appelait alors Anita, et sa sœur, l'actrice Isabelita Blanch (en), s'intéressent toutes deux au théâtre et s'établissent au Mexique durant les années 1920. Elle se spécialise dans la comédie et débute au théâtre avec la pièce La cabalgata de los reyes. Blanch devient ensuite tête d'affiche du prestigieux Ideal Theater de Mexico. Avec sa sœur, elle fonde la Compañía de Teatro Anita Blanch et engage des artistes tels que Ángel Garasa (en), Rafael Banquells (en), José Cibrián (en). Tout au long de sa carrière, elle réalise maintes pièces de théâtre dont Quien te quiere a ti (1928), El sexo débil (1930), Don Juan Tenorio (1935), Arsénico y encaje (1942) et El escándalo (1947).
La carrière d'actrice d'Anita débute avec le film Luponini de Chicago en 1935. Après une critique terrible, elle ne joue plus dans aucun film pendant une période de 6 ansmais progresse sur scène avec des productions dont No hables mal de los gitanos d'Enrique Bohorques, La mujer legitima de Xavier Villaurrutia, Doña hormiga d'Alvarez Quintero (en) et El amor las vuelve locas d'Enrique Suárez. Elle revient au cinéma avec le film ¡Ay, que tiempos, señor don Simón! en 1941 et ensuite dans plusieurs films à succès tels que ¿Quién te quiere a ti?, El conde de Montercristo, Alejandra, El abanico de Lady Windermere et La Baraque. Ce dernier film lui obtient une nomination de meilleure actrice aux prix Ariel en 1945.
Malgré ses succès, elle est exclue de l'industrie cinématographique en raison d'un conflit de travail entre les syndicats d'acteurs STPC et STIC. Elle retourne alors au théâtre en 1945 et présente la comédie Siete mujeres de Navarro y Torrado, première représentation du Théatre Xicohténcatl à Tlaxcala. En 1951, elle joue dans Mamá nos quita los novios et retourne au cinéma plus tard durant l'année à la faveur de la fin du conflit de travail. Blanch performe comme actrice au cinéma jusque dans les années 1980. Ses plus grands succès sont Tlayucan (1963) avec une nomination de meilleure actrice de soutien de Diosa de Plata, Los días del amor (1973) et Presagio (1975) lui obtenant tous deux des nominations de meilleure actrice de soutien des prix Ariel.
Blanch a également une carrière télévisuelle qui débute en 1960 avec la télésérie El Otro. Deux autres séries populaires dans lesquelles elle joue sont Mamá campanita et En busca del paraíso. Durant cette période, elle partage sa vie avec sa partenaire nouvelliste, journaliste et scénariste de films et télévision Josefina Vicens (en) avec qui elle vit jusqu'à son décès.
En 1970, avec Socorro Avelar (en), Dolores del Río, Irma Dorantes, Gloria Marín, Carmen Montejo (en), Silvia Pinal et Amparo Rivelles, elle se joint à un groupe nommé Rosa Mexicano qui a pour but de protéger les actrices et leurs enfants. Idée de l'actrice Fanny Schiller, cette dernière pousse la Asociación Nacional de Actores (en) (Association nationale des acteurs) à créer des crèches pour les enfants des actrices.
Blanch meurt à Mexico en avril 1983.

## Distinctions
- 1947, La barraca, meilleure actrice, nommé aux prix Ariel[10]
- 1963, Tlayucan, meilleure actrice de soutien, remporte le prix Diosa de Plata[9]
- 1973, Los días del amor, meilleure actrice en co-performance, nommé aux prix Ariel[10]
- 1975, Presagio, meilleure actrice en co-performance, nommé aux prix Ariel[10]

## Filmographie

### Actrice

#### Cinéma
- Luponini from Chicago (en) (1935)
- La Casa del rencor  (1941)
- ¡Ay, qué tiempos señor don Simón! (es) (1941)
- ¿Quién te quiere a tí? (en) (1942)
- Le Comte de Monte-Cristo (1942)
- Alejandra (1942)
- Simón Bolívar (en) (1942)
- Casa de mujeres (1942)
- La Vírgen roja (1943)
- Tres hermanos (1943)
- Michael Strogoff (en) (1944)
- La pequeña madrecita (es) (La petite mère) (1944)
- The Two Orphans (en) (1944)
- Toda una vida (en) (1944)
- El abanico de Lady Windermere (en) ((en) Lady Windermere's Fan) (1944)
- Entre hermanos (1945)
- La Barraca (1945)
- Magdalena (en) (1945)
- Te sigo esperando (1951)
- La danseuse de Mexico (en) (1952) ((es) Mujeres sacrificadas)
- Sor Alegría (1952)
- Misericordia (en) (1952)
- Los Hijos artificiales (en) ((en) Artificial Sons) (1952)
- Aventura en Río (en) (1952) (Disparue à Rio)
- Canción de cuna (en) ((en) Cradle Song) (1953)
- Me perderé contigo (1954)
- Dios nos manda vivir (1954)
- El Mil amores (1954)
- Maldita ciudad (en) (1954)
- La Faraona (es) (1955)
- El Águila negra vs. los diablos de la pradera (1956)
- La Mujer que no tuvo infancia (en) (1957) ((en) The Woman Who Had No Childhood)
- La Torre de marfil (1957)
- Los Salvajes (1957)
- Yo pecador (en) ((en) I, Sinner) (1959)
- La Chamaca (1960)
- La Chanson de l'orphelin ((es) (es) Aventuras de Joselito en América) (1960)
- Tlayucan ((en) The Pearl of Tlayucan) (1961)
- Ave sin nido (1969)
- Los Problemas de mamá (1970)
- Renzo, el gitano (1970)
- Pubertinaje (1971)
- Les jours de l'amour ((es) Los Días del amor) (1971)
- Mujercitas (en) (1972)
- Mi mesera (1973)
- Los Perros de Dios (1973)
- Fe, esperanza y caridad (en) (1974) ((en) Faith, Hope and Charity)
- Presagio (en) ((en) Presage) (1974)
- El Hombre del puente ((en) The Man on the Bridge) (1975)
- Balún Canán (es) (1976)
- Vivir Para Amar (1979)
- El Testamento (1980)

#### Telenovelas
- Cuidado con el ángel (en) (1959)
- El otro (en) (1960)
- Mi amor frente al pasado (en) (1960)
- El enemigo (en) (1961)
- Sor Juana Inés de la Cruz (en) (1962)
- Janina (en) (1962)
- La cobarde (en) (1962) ((en) The Craven)
- El caminante (1962)
- Grandes ilusiones (en) (1963)
- Debiera haber obispas (en) (1964)
- Apasionada (en) (1964)
- Maximiliano y Carlota (en) (1965)
- Llamada urgente (1965)
- Alma de mi alma (en) (1965)
- Amor y orgullo (en) (1965)
- El derecho de nacer (en) (1966)
- La tormenta (en) (1967)
- El juicio de nuestros hijos (en) (1967)
- Dicha robada (en) (1967)
- Mujeres sin amor (en) (1968)
- Intriga (en) (1968)
- Duelo de pasiones (en) (1968)
- No creo en los hombres (en) (1969)
- Mi amor por ti (en) (1969)
- Del altar a la tumba (en) (1969)
- Mis tres amores (en) (1971) ((en) My three loves)
- Las máscaras (en) (1971) ((en) The Masks)
- Las fieras (en) (1972)
- El carruaje (en) (1972)
- Cartas sin destino (en) (1973) ((en) Letters without destiny)
- El chofer (1974)
- El milagro de vivir (en) (1975)
- Mundos opuestos (en) (1976)
- Mamá campanita (en) (1978)
- Vamos juntos (en) (1979)
- Nosotras las mujeres (en) (1981) ((en) We the women)
- En busca del paraíso (en) (1982) ((en) In searh of paradise)